# GLaDOS
GLaDOS, avagy Genetic Lifeform and Disk Operating System (Genetikus Életforma és Lemez Operációs Rendszer) egy mesterséges intelligencia által irányított kitalált számítógépes rendszer. A Portal sorozat egyik központi karaktere. Megalkotója Erik Wolpaw és Kim Swift, hangját pedig Ellen McLain kölcsönzi neki. A sorozat mindkét részében GLaDOS felelős a karbantartásért, valamint tesztek felügyeléséért az Aperture Science nevű tudományos létesítményben. Bár a játék elején csak az a feladata, hogy segítse és oktassa játékost, megnyilvánulásai egyre alattomosabbá válnak, amint fény derül eredeti szándékára. A történet során kiderül, hogy programja hibásan működik és az őt megépítő tudósokat idegméreggel megölte még a Portal eseményei előtt. Az első rész végső harcában felrobban, de készítők listájánál a Still Alive (Még él) című dalt énekelve elárulja, hogy túlélte az összecsapást.
A fő ötlet Wolpawnak jutott eszébe, amikor egy olyan programot használt, ami felmondja az írott szöveget. Erre akkor került sor, amikor dialógusokat írt a Psychonauts című játékhoz. Kollégái sokkal mulatságosabbnak tartották a párbeszédeket, amikor a gép mondta fel. Az eredeti terv szerint GLaDOS csak a Portal első pályáin szerepelt volna, de ahogy nőtt a népszerűsége a készítők körében, úgy terjedt ki a jelentősége a történetben is. A tesztelő játékosok sokkal motiváltabbak voltak, amikor GLaDOS hangja vezette őket. A tervezés során külseje számos alakuláson átesett; még egy olyan ötlet is volt, miszerint egy hatalmas számítógéplemez lebegett volna fölötte. McClain monoton hangon felmondta a szereplő dialógusait, majd a készítők később külön gépiesebbre szerkesztették. Ő énekelte fel a Jonathan Coulton által írt Still Alive dalt is, ami később különlegesen népszerű lett. A szám szerepelt a Rock Band című zenei játékban, valamint újrafeldolgozott változata széles körben elterjedt a YouTube felhasználók körében.
GLaDOS kifejezetten jó értékelést kapott a kritikusoktól és felhasználóktól egyaránt. Többen nárcisztikusnak, passzív-agresszívnek, szarkasztikusnak és szellemesnek minősítették őt. GLaDOS-t a legérdekesebb videójáték szereplőként tartják számon a 2000 és 2009 közötti időszakból. Sok dicséretet kapott, miszerint jelenlétével és hozzászólásaival emelte a Portal játékok színvonalát. Ennek okán elnyerte a 2007 legjobb új karakterének járó díjat a GameSpy-tól, GamePro-tól és X-Play-től egyaránt. Számos magazin és weboldal, mint például az IGN minden idők legizgalmasabb főgonoszának kiáltotta ki. Több cikk és elemzés a 2001: Űrodüsszeia HAL 9000-ével, valamint a System Shock SHODEN-jével hasonlítja össze.

## Szereplése

### Portal
A Portal első részében a GLaDOS beszéde folyamatosan "kísér" minket a játékban. Gyakran mondja hogy az utolsó pályán vár minket a torta. A 19. pályán találkozunk vele. A lényeg hogy el kell pusztítani. Egy portált kell GLaDOS alá és egyet a rakétavető elé lőni. Aztán a rakétavető elé kell állni és a rakéta GLaDOS felé kezd repülni (eközben mozog ezért lehet hogy a plafonra lőjük de nem történik semmi). Mind eközben hibás "magokat" kell egy lángoló lyukba (kemencébe) dobni. Mindkettő 2-4-szeres ismétlésével GLaDOS elpusztul és felfelé egy parkolóba repülünk de aztán vissza megyünk és ott vár minket a torta. (GLaDOS a főellenségünk)

### Portal 2
A Portal 2-ben a GLaDOS újraéled, mert Wheatley ("mag") véletlenül minden elektromos megszakítót visszakapcsol. GLaDOS Wheatleyt megrongálja, majd eldobja, ezután elkezdi tesztelésünket. Mindenféle sértő, gratuláló megjegyzéseket tesz. Aztán elmegy és magunkra hagy, eközben Wheatley megtalál minket és követjük. Aztán egy ajtót látunk egy felirattal: GLaDOS vészhelyzeti kikapcsolóterem és torta felszolgálás. A kilincset megfogva kiesik az ajtó és GLaDOS csapdájába estünk. Egy üvegszobába zár minket és egy csövet helyez bele amiből idegmérget akar a levegőbe juttatni, ám idegméreg helyett Wheatley csusszan ki a csőből. Ezután magcserét követel a gép és GLaDOS fejét leszerelik. Wheatley kerül a helyére. Wheatley egy intelligencia csökkentő és ha nem szerelik le 3-4-5 órán belül akkor az egész hely a levegőbe repül. GLaDOS-t egy krumpliba "konvertálja". A vége felé GLaDOS velünk tart és azt ígéri ha visszaszereljük a helyére és megakadályozzuk hogy a hely az egekbe repüljön, szabadon enged minket. A végén megtaláljuk Wheatleyt. GLaDOS hibás "magokat" küld és ezeket rá kell szerelni Wheatleyre és megnyomni a Holtpont feloldó gombot. Végül Wheatleyt legyőzzük és GLaDOS vissza kerül a helyére. A legvégén pedig szabadon enged minket ahogy megígérte.